# Jacques Buron
Pour les articles homonymes, voir Buron (homonymie).
Jacques Buron, né le 19 août 1941 à Sébécourt, est un acteur français, formé au Conservatoire national supérieur d'art dramatique (promotion 1969). Il est surtout connu depuis son rôle à la télévision dans Aurore et Victorien, en 1975, aux côtés de Véronique Jannot, adaptation du roman de Maurice Toesca. Il y joue Victorien, paysan de la fin du XVIIIe siècle devenu régisseur d'un comte, après avoir débarrassé le pays d'une bête monstrueuse. La fille du comte tombera plus tard secrètement amoureuse de lui.
Jacques Buron a fait partie de la Comédie-Française et de la troupe du Théâtre Renaud-Barrault et a mis en scène plusieurs spectacles.

## Filmographie

### Télévision
- 1975 : Aurore et Victorien de Jean-Paul Carrère, feuilleton télévisé en vingt épisodes[4]
- 1977 : Dossier danger immédiat (Épisode "Il ne manque que vous") de Claude Barma
- 1978 : Médecins de nuit de Nicolas Ribowski, épisode : Alpha (série)
- 1979 : Le Tourbillon des jours de Jacques Doniol-Valcroze
- 1981 : Les Fiancées de l'Empire de Jacques Doniol-Valcroze : Benoît Bontemps[5]
- 1984 : Cœur de hareng de Paul Vecchiali, téléfilm de la série Série noire (TF1) : Bastia[6]
- 1986 : Grand hôtel de Jean Kerchbron : Hubert[5]
- 1988 : Le Mouchoir de Joseph de Jacques Fansten
- 1989 : Les Jurés de l'ombre de Paul Vecchiali
- 1992 : Cas de divorce de Gérard Espinasse : Paul Rambeaux[7]

### Cinéma
- 1964 : Patate de Robert Thomas[8] : non crédité
- 1973 : Juliette et Juliette de Remo Forlani[9]
- 1981 : La Puce et le Privé de Roger Kay : le client no 2
- 1994 : Grosse Fatigue de Michel Blanc : le flic no 1
- 1999 : Les Grandes Bouches de Bernie Bonvoisin
- 2000 : Taxi 2 de Gérard Krawczyk : le colonel Picard[10]
- 2005 : Voici venu le temps d'Alain Guiraudie : Rimamba Stomadis Boca[11]
- 2007 : Godevil Corp. de François d'Hervilly

## Théâtre

### Comédie-Française
- - Électre, mise en scène d'Annie Ducaux
  - Cinna, mise en scène de Paul-Émile Deiber
  - Dom Juan, mise en scène d'Antoine Bourseiller
  - Le Bourgeois gentilhomme, mise en scène de Jacques Charon
  - Le Malade imaginaire, mise en scène de Jean-Laurent Cochet

### Compagnie Renaud-Barrault
- - Le Nouveau monde, mise en scène de Jean-Louis Barrault
  - Les Oiseaux, mise en scène de Jean-Louis Barrault
  - Le Soulier de satin, mise en scène de Jean-Louis Barrault
- Comédie sur un quai de gare - Vanessa Antoine
- Chez moi, chez Claude - Daniel Roussel
- Contre-jour - Jean-Pierre Miquel
- Bonsoir Monsieur Williams - Jean-Yves Simon
- La Princesse Blanche - Patrick Fournier
- L'Avare, mise en scène de Pierre Franck
- Deux sur la Tamise - Georges Vitaly
- Les Douze très très petites pièces de Salomé Mandelli et Steva Botti, Comédie Nation : dans Le Cleptomane amoureux (rôle: le cleptomane) et Vassiliev